# Кілочицький Петро Якович
Петро Якович Кілочи́цький (нар. 27 червня 1948, Сибереж, Чернігівська область — 14 листопада 2019, Київ) — український зоолог, протистолог, паразитолог і педагог, фахівець з мікроспоридій комарів і з методики викладання біології, професор (2004), доктор біологічних наук (2003). Автор близько 100 публікацій, зокрема наукової монографії та кількох методичних посібників. Описав кілька десятків нових для науки видів мікроспоридій.

## Життєпис
У 1972 році закінчив з відзнакою кафедру зоології безхребетних біологічного факультету Київського університету, після чого поступив до аспірантури в цей же заклад. З 1977 року працював на кафедрі зоології безхребетних і згодом на кафедрі зоології Київського університету. 1980 року захистив кандидатську дисертацію на тему «Микроспоридии кровососущих комаров долины Днепра, Причерноморья и Крыма, их взаимоотношения с хозяевами и другими паразитами» (наукові керівники О. П. Кришталь та І. В. Іссі). З 1986 року — доцент. Багаторазово був начальником студентської практики біологів у Канівському природному заповіднику у 1990-х і 2000-х роках. Протягом 2001—2002 років очолював кафедру зоології. У 2003 році захистив докторську дисертацію на тему «Еколого-фауністичний аналіз мікроспоридій кровосисних комарів України». З 2004 року — професор кафедри зоології.

## Деякі найважливіші публікації

### Монографії, довідники та посібники
- Кілочицький П. Я. Мікроспоридії кровосисних комарів. — Київ: Геопринт, 2002. — 226 с.
- Кілочицький П. Я. Методика викладання біології: курс лекцій для студентів біологічного факультету. — Київ: Фітосоціоцентр, 2005. — 104 с.
- Кілочицький П. Я., Кілочицька Н. П. Терміни та поняття в паразитології: словник-довідник. — Київ: Київський університет, 2014. — 111 с.
- Корнюшин В. В., Кілочицький П. Я., Балан П. Г., Кілочицька Н. П. Загальна паразитологія: конспект лекцій. — Київ: Фітосоціоцентр, 2017. — 320 с.

### Статті
- Килочицкий П. Я. К изучению микроспоридий — паразитов кровососущих комаров юга Украины [Архівовано 11 березня 2022 у Wayback Machine.] // Вестник зоологии. — 1977. — № 4. — С. 71—75.
- Килочицкий П. Я., Исси И. В. Совместное паразитирование микроспоридий (Nosematidae) и мермитид (Nematoda) у личинок кровососущих комаров (Diptera, Culicidae) [Архівовано 19 січня 2019 у Wayback Machine.] // Паразитология. — 1978. — Т. 12, № 5. — С. 422—425.
- Килочицкий П. Я., Брыгинский С. А. Обнаружение Lankesteria culicus Ross (Sporozoa, Diplocystidae) у кровососущих комаров на Украине [Архівовано 11 березня 2022 у Wayback Machine.] // Вестник зоологии. — 1979. — № 6. — С. 87.
- Килочицкий П. Я., Коржов В. М., Шеремет В. П. Влияние микроспоридий на калорийность тканей личинок кровососущих комаров [Архівовано 19 січня 2019 у Wayback Machine.] // Паразитология. — 1980. — Т. 14, № 4. — С. 422—425.
- Килочицкий П. Я. О совместной зараженности микроспоридиями и грибами личинок комара Anopheles claviger Mg. [Архівовано 10 березня 2022 у Wayback Machine.] // Вестник зоологии. — 1981. — № 1. — С. 88—89.
- Овчаренко Н. А., Килочицкий П. Я. К изучению фауны микроспоридий (Microsporidia) гидробионтов Украины [Архівовано 10 березня 2022 у Wayback Machine.] // Вестник зоологии. — 1982. — № 4.
- Килочицкий П. Я., Георгиева Е. К. Обнаружение микроспоридий у кровососущих комаров Карелии [Архівовано 7 березня 2022 у Wayback Machine.] // Вестник зоологии. — 1982. — № 5.
- Исаева Н. М., Дубровский Ю. В., Килочицкий П. Я. Об экологии Romanomermis nielseni (Nematoda, Mermithidae) — паразита кровососущих комаров [Архівовано 6 березня 2022 у Wayback Machine.] // Вестник зоологии. — 1984. — № 6. — С. 70—71.
- Килочицкий П. Я. Микроспоридии кровососущих комаров Aedes (О.) cataphylla Украины [Архівовано 19 січня 2019 у Wayback Machine.] // Паразитология. — 1992. — 26(3). — С. 252—256.
- Килочицкий П. Я. Микроспоридии кровососущего комара Aedes sticticus [Архівовано 19 січня 2019 у Wayback Machine.] // Вестник зоологии. — 1992. — № 5. — С. 3—8.
- Кілочицький П. Я., Чолан Д. М. Новий вид мікроспоридій, виявлений у личинок хірономід // Вісник Київського університету. Біологія. — 1993. — 25. — С. 68-70.
- Килочицкий П. Я. Микроспоридии кровососущих комаров группы Aedes cantons // Вестник зоологии. — 1995. — 2-3. — С. 3–13.
- Килочицкий П. Я. Новые виды микроспоридий кровососущих комаров—обитателей малых водоемов // Гидробиологический журнал. — 1996. — 32(2). — С. 83-98.
- Килочицкий П. Я. Два новых рода микроспоридий: Aedispora gen. n. (Culicosporida, Culicosporidae) и Krishtalia gen. n. (Culicosporida, Golbergiidae) из кровососущих комаров фауны Украины [Архівовано 4 листопада 2019 у Wayback Machine.] // Вестник зоологии. — 1997. — 31 (5-6). — С. 15—23.
- Килочицкий П. Я. Новые виды микроспоридий кровососущих комаров северных областей Украины [Архівовано 29 жовтня 2019 у Wayback Machine.] // Вестник зоологии. — 1998. — 32 (1-2). — С. 30—39.
- Килочицкий П. Я., Овчаренко Н. А., Полковенко О. В., Шостак Л. В. Микроспоридии жаброногих ракообразных (Branchiopoda) северных регионов Украины // Гидробиологический журнал. — 2001. — 37, N4. — С. 92-101.
- Кілочицький П. Я. Опис нового виду мікроспоридій — Unicaryon incongruensi sp. nov. з остракоди Heterocypris incongruens (Ramdekar) в Україні // Вісник Київського університету. Біологія. — 2001. — 33. — С. 30-32.
- Килочицкий П. Я. Экологический аспект коэволюции микроспоридий и кровососущих комаров [Архівовано 15 листопада 2019 у Wayback Machine.] // Вестник зоологии. — 2001. — 35 (6). — С. 63—66.
- Килочицкий П. Я., Корнеева Л. О., Садовенко Е. В. Морфологические особенности микроспоридии Pulucospora xenopsyllae, изъятой из нового хозяина — блохи Pulex irritans [Архівовано 15 листопада 2019 у Wayback Machine.] // Вестник зоологии. — 2004. — 38 (3). — С. 73—75.
- Килочицкий П. Я. Температурные адаптации микроспоридий [Архівовано 15 листопада 2019 у Wayback Machine.] // Вестник зоологии. — 2006. — 40 (3). — С. 257—261.
- Килочицкий П. Я., Мальцев В. Н., Петрович Л. З. Микроспоридии (Microsporidia) рыб отряда Pleuronectiformes Азовского моря [Архівовано 15 листопада 2019 у Wayback Machine.] // Вестник зоологии. — 2007. — 41 (6). — С. 483—489.
- Larki J., Kilochyckij P., Fedorenko V., Chumak P. Interaction of trap colour attractiveness with morphological variability of the thrips Frankliniella occidentalis (Pergande 1895) // Archives of phytopathology and plant protection. — 2012. — 45. — 5. — P. 499—504.

## Деякі описані таксони мікроспоридій
В різних роботах використовувалися різні транслітерації латиницею прізвища Петра Яковича, або такої не було, тому назви описаних ним таксонів у різних джерелах можуть супроводжуватися різними написаннями прізвища: «Kilochitskiy», «Kilochitskii», «Kilochitsky», «Kiloczycki», «Kiloczyckij».

### Види
- Aedispora dorsalis Kilochitskiy 1997
- Amblyospora aestiva Kilochitskiy 1996
- Amblyospora cantansi Kilochitskiy 1995
- Amblyospora cataphyllus Kilochitskiy 1992
- Amblyospora certa Kilochitskiy 1996
- Amblyospora conopsa Kilochitskiy 1992
- Amblyospora dissimilis Kilochitskiy 1995
- Amblyospora firma Kilochitskiy 1996
- Amblyospora media Kilochitskiy 1996
- Amblyospora rustica Kilochitskiy 1996
- Amblyospora pilosa Kilochitskiy 1995
- Amblyospora theophanica Kilochitskiy 1998
- Amblyospora ukrainica Kilochitskiy 1996
- Amblyospora verna Kilochitskiy 1996
- Helmichia tetrasticta Kilochitskiy & Cholan 1993
- Krishtalia pipiens Kilochitskiy 1997
- Larssonia hiberna Kilochitskiy, Ovcharenko, Polkovenko & Shostak 2001
- Microsporidium stagnalis Kilochitskiy, Ovcharenko, Polkovenko & Shostak 2001
- Parathelohania detinovae Kilochitskiy 1998
- Parathelohania issiae Kilochitskiy 1998
- Unicaryon incongruensi Kilochitskiy 2001

### Роди
- Aedispora Kilochitskiy 1997
- Krishtalia Kilochitskiy 1997